# Callerya speciosa
Callerya speciosa är en ärtväxtart som först beskrevs av John George Champion, och fick sitt nu gällande namn av Anne M. Schot. Callerya speciosa ingår i släktet Callerya och familjen ärtväxter. Inga underarter finns listade i Catalogue of Life.